# 開曼群島—美國關係
開曼群島－美國關係（英語：Cayman Islands – United States relations）是大不列顛及北愛爾蘭聯合王國海外領土開曼群島與美利堅合眾國之間的雙邊關係。

## 概述
雖然聯合王國負責開曼群島的國防和對外事務，但重要的雙邊問題往往通過開曼政府與包括美國在內的外國政府之間的談判來解决。儘管與英國和牙買加有著密切的歷史和政治聯系，但開曼群島經濟的地理位置、旅遊業和國際金融的興起，使美國成為其最重要的外國經濟夥伴。九一一事件後，來自美國的遊客减少，2004年有20多萬美國公民乘飛機前往開曼群島；截至2005年，有4761名美國人居住在那裡。
對美國和其他外國投資者和企業來說，開曼群島作為金融中心的主要吸引力在於，它沒有所有主要的直接稅、自由的資本流動、最低限度的政府監管和發達的金融基礎設施。
隨著國際毒品販運的新增，開曼政府與美國簽訂了1984年《麻醉品協定》和1986年《法律互助協定》，以减少其設施用於洗錢活動。2000年6月，開曼群島被多邊組織列為避稅天堂和打擊洗錢的非合作領土。該岛迅速做出反應，頒佈了限制銀行保密的法律，對客戶身份識別和記錄保存提出了要求，並要求銀行與外國調查人員合作，這導致該岛於2001年6月從不合作領土名單上除名。

## 美國代表
美國在開曼群島沒有外交辦事處。外交關係通過美國駐倫敦大使館和英國駐华盛顿大使館進行。
然而，開曼群島是美國駐牙買加京斯敦大使館管理的領事區的一部分。在大開曼島的喬治鎮還有一個美國領事機构，協助為美國公民提供服務。